# Сцинава-Ниська
Сцинава-Ниська (пол. Ścinawa Nyska, нім. Steinsdorf) — село в Польщі, у гміні Корфантув Ниського повіту Опольського воєводства.
Населення — 491 особа (2011).

## Демографія
Демографічна структура станом на 31 березня 2011 року:
|          | Загалом | Допрацездатний вік | Працездатний вік | Постпрацездатний вік |
| -------- | ------- | ------------------ | ---------------- | -------------------- |
| Чоловіки | 244     | 59                 | 163              | 22                   |
| Жінки    | 247     | 44                 | 148              | 55                   |
| Разом    | 491     | 103                | 311              | 77                   |